# Chlotrudis Awards/Bestes Originaldrehbuch
Seit 1998 wird bei den Chlotrudis Awards das Beste Drehbuch, seit 2001 das Beste Originaldrehbuch bzw. dessen Autor geehrt.
| Statistik                                         |                                                        |
| Am häufigsten honorierter Drehbuchautor           | Wes Anderson (zwei Auszeichnungen)                     |
| Am häufigsten nominierter Drehbuchautor           | Hirokazu Koreeda (vier Nominierungen)                  |
| Am häufigsten nominierter Drehbuchautor ohne Sieg | David Gordon Green und Mike Leigh (drei Nominierungen) |

## Ausgezeichnete Drehbuchautoren
| Jahr | Preisträger                                                                | Film                                     | Weitere Nominierte |
| ---- | -------------------------------------------------------------------------- | ---------------------------------------- | --- |
| 1998 | Brian Helgeland / Curtis Hanson                                            | L.A. Confidential                        | Paul Attanasio für Donnie Brasco Ben Affleck und Matt Damon für Good Will Hunting Tom Jankiewicz, D. V. Vincentis, Steve Pink und John Cusack für Ein Mann – ein Mord Paula Milne für Hollow Reed – Lautlose Schreie Bart Freundlich für The Myth of Fingerprints |
| 1999 | Todd Solondz                                                               | Happiness                                | Vincenzo Cerami und Roberto Benigni für Das Leben ist schön David Mamet für Die unsichtbare Falle Andrew Niccol für Die Truman Show Marc Norman und Tom Stoppard für Shakespeare in Love Don Roos für The Opposite of Sex – Das Gegenteil von Sex |
| 2000 | Charlie Kaufman                                                            | Being John Malkovich                     | Alan Ball für American Beauty Alexander Payne und Jim Taylor für Election David Cronenberg für eXistenZ Brad Bird und Tim McCanlies für Der Gigant aus dem All Don McKellar für Last Night Patricia Rozema für Mansfield Park Wes Anderson und Owen Wilson für Rushmore M. Night Shyamalan für The Sixth Sense                                                                   |
| 2001 | Mike White                                                                 | Chuck & Buck                             | Majid Majidi für Die Farben des Paradieses Jeremy Podeswa für The Five Senses David Gordon Green für George Washington Eric Mendelsohn für Judy Berlin David Mamet für State and Main Woody Allen für Sweet and Lowdown Ken Lonergan für You Can Count on Me |
| 2002 | David Lynch Publikumspreis: David Lynch                                    | Mulholland Drive – Straße der Finsternis | Guillermo Arriaga für Amores Perros Wong Kar-Wai für In the Mood for Love Jim McKay für Our Song Richard Linklater für Waking Life Edward Yang für Yi Yi – A One and a Two |
| 2003 | Richard Kelly Publikumspreis: Charlie Kaufman / Donald Kaufman             | Donnie Darko Adaption.                   | Todd Haynes für Dem Himmel so fern Nicole Holofcener für Lovely & Amazing Jill Sprecher und Karen Sprecher für Thirteen Conversations About One Thing Alfonso Cuarón und Carlos Cuarón für Y Tu Mamá También – Lust for Life |
| 2004 | Sofia Coppola                                                              | Lost in Translation                      | Alex Garland für 28 Days Later David Gordon Green und Paul Schneider für All the Real Girls Gordy Hoffman für Love Liza Aki Kaurismäki für Der Mann ohne Vergangenheit Tom McCarthy für Station Agent |
| 2005 | Lucas Belvaux                                                              | Trilogie: Après la vie – Nach dem Leben  | Lars von Trier für Dogville Joshua Marston für Maria voll der Gnade Simon Pegg und Edgar Wright für Shaun of the Dead Lindgard Jervey, Joe Conway und David Gordon Green für Undertow Mike Leigh für Vera Drake Lone Scherfig und Anders Thomas Jensen für Wilbur Wants to Kill Himself                                                                                          |
| 2006 | Miranda July                                                               | Ich und Du und Alle, die wir kennen      | Kim Ki-duk für Bin-jip Sandro Petraglia und Stefano Rulli für Die besten Jahre Noah Baumbach für Der Tintenfisch und der Wal Daniel MacIvor für Wilby Wonderful |
| 2007 | Nick Cave                                                                  | The Proposition – Tödliches Angebot      | Michael Haneke für Caché Joanathan Raymond und Kelly Reichardt für Old Joy Bernd Lange für Requiem Jeff Stanzler für Sorry, Haters |
| 2008 | Florian Henckel von Donnersmarck                                           | Das Leben der Anderen                    | Hal Hartley für Fay Grim Emanuele Crialese für Golden Door Diablo Cody für Juno Kôsuke Mukai, Wakako Miyashita und Nobuhiro Yamashita für Linda Linda Linda |
| 2009 | Cristian Mungiu                                                            | 4 Monate, 3 Wochen und 2 Tage            | Mike Leigh für Happy-Go-Lucky Martin McDonagh für Brügge sehen… und sterben? Philippe Claudel für So viele Jahre liebe ich dich Guy Maddin für My Winnipeg Tom McCarthy für Ein Sommer in New York – The Visitor |
| 2010 | Jesse Armstrong, Simon Blackwell, Armando Iannucci, Tony Roche, Ian Martin | Kabinett außer Kontrolle                 | Mark Boal für Tödliches Kommando – The Hurt Locker William M. Finkelstein für Bad Lieutenant – Cop ohne Gewissen Hirokazu Koreeda für Aruitemo aruitemo Scott Neustadter, Michael H. Weber für (500) Days of Summer |
| 2011 | Bong Joon-ho / Park Eun-kyo                                                | Mother                                   | Tanya Hamilton für Night Catches Us David Michôd für Königreich des Verbrechens Maren Ade für Alle anderen Xavier Dolan für I Killed My Mother David Seidler für The King’s Speech |
| 2012 | Chang-dong Lee                                                             | Poetry                                   | Andrew Haigh für Weekend Sean Durkin für Martha Marcy May Marlene Mike Leigh für Another Year John Michael McDonagh für The Guard – Ein Ire sieht schwarz |
| 2013 | Wes Anderson / Roman Coppola und Sarah Polley                              | Moonrise Kingdom Take This Waltz         | Hirokazu Koreeda für I Wish (Kiseki) Christopher D. Ford für Robot & Frank Derek Connolly für Journey of Love – Das wahre Abenteuer ist die Liebe |
| 2014 | Asghar Farhadi                                                             | Le passé – Das Vergangene                | Nicole Holofcener für Genug gesagt Noah Baumbach und Greta Gerwig für Frances Ha Tobias Lindholm und Thomas Vinterberg für Die Jagd (Jagten) Destin Daniel Cretton für Short Term 12 Quentin Dupieux für Wrong |
| 2015 | Wes Anderson / Hugo Guinness                                               | Grand Budapest Hotel                     | Paweł Pawlikowski und Rebecca Lenkiewicz für Ida Alejandro González Iñárritu, Nicolás Giacobone, Alexander Dinelaris, Jr. und Armando Bó für Birdman oder (Die unverhoffte Macht der Ahnungslosigkeit) Justin Simien für Dear White People Steven Knight für No Turning Back |
| 2016 | Damián Szifron                                                             | Wild Tales – Jeder dreht mal durch!      | Jemaine Clement und Taika Waititi für 5 Zimmer Küche Sarg Ronit Elkabetz und Shlomi Elkabetz für Get – Der Prozess der Viviane Amsalem Deniz Gamze Ergüven und Alice Winocour für Mustang Josh Singer und Tom McCarthy für Spotlight Grímur Hákonarson für Sture Böcke Peter Strickland für The Duke of Burgundy Kornél Mundruczó, Viktória Petrányi und Kata Wéber für Underdog |
| 2017 | Yorgos Lanthimos / Efthymis Filippou                                       | The Killing of a Sacred Deer             | Kleber Mendonça Filho für Aquarius Matt Ross für Captain Fantastic – Einmal Wildnis und zurück Mauricio Zacharias und Ira Sachs für Little Men Kenneth Lonergan für Manchester by the Sea Grímur Hákonarson für Sture Böcke |
| 2018 | Jim Jarmusch                                                               | Paterson                                 | Kogonada für Columbus Steven Rogers für I, Tonya Annie J. Howell für Little Boxes Asghar Farhadi für The Salesman Hirokazu Koreeda für After the Storm |
| 2019 | Hirokazu Koreeda                                                           | Shoplifters – Familienbande              | Josephine Decker für Madeline’s Madeline Chloé Zhao für The Rider Paul Schrader für First Reformed Ethan und Joel Coen für The Ballad of Buster Scruggs |
| 2020 | Bong Joon-ho / Han Jin-won                                                 | Parasite                                 | Ísold Uggadóttir für Und atmen Sie normal weiter Lulu Wang für The Farewell Joe Talbot, Jimmie Fails und Rob Richert für The Last Black Man in San Francisco Benedikt Erlingsson und Ólafur Egill Egilsson für Gegen den Strom |
| 2021 | Eliza Hittman                                                              | Niemals Selten Manchmal Immer            | Ekwa Msangi für Farewell Amor Miranda July für Kajillionaire Paul Laverty für Sorry We Missed You Darius Marder, Abraham Marder und Derek Cianfrance für Sound of Metal |